# Charter van Larmenius

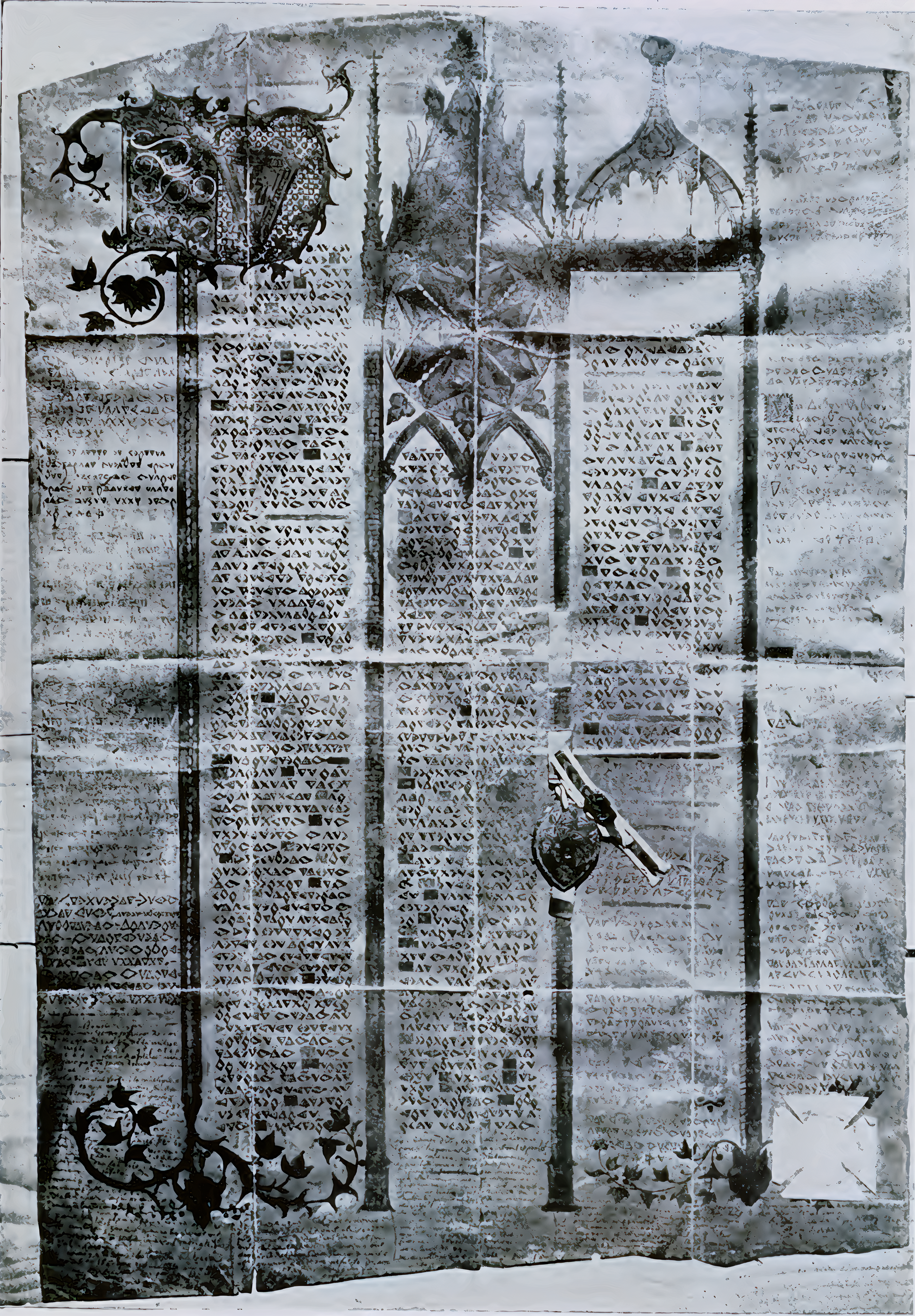
Charter van Larmenius

 Het Charter van Larmenius of Carta Transmissionis (tabula aurea Larmenii) is een gecodeerd latijns manuscript toegeschreven aan Johannes Marcus Larmenius (Fr.: Jean-Marc Larmenius) van februari 1324, dat de overdracht van het leiderschap van de Tempeliers regelde na de dood van Jacques de Molay. Het bevat een lijst van de 22 opeenvolgende Grootmeesters van de Tempeliers na de Molay, eindigend in 1804. De naam van Bernard-Raymond Fabré-Palaprat (die het bestaan van het handvest in 1804 onthulde) verschijnt als laatste op de lijst. Het document is geschreven in een verondersteld bedachte oude Tempeliers Codex. Het document is momenteel in bewaring bij de Vrijmetselaars en wordt bewaard in de Mark Masons Hall in Londen. Sommige onderzoekers hebben geconcludeerd dat het een vervalsing is, terwijl anderen de authenticiteit ervan beweren.

## Nalatenschap
Het Handvest van Larmenius wordt vandaag de dag nog steeds gebruikt door sommigen in de Neo-Tempelier-beweging als een middel om de legitimiteit van de oorspronkelijke Orde terug te claimen. Opvallend is dat Ronald S. Mangum, Grootmeester van de Ordre Souverain et Militaire du Temple de Jérusalem (OSMTJ), op 2 oktober 2021 ceremonieel een exemplaar van het Handvest van Larmenius ondertekende in Castle Otttis in St. Augustine in de Amerikaanse staat Florida.